# 埃什特雷拉山自然公園

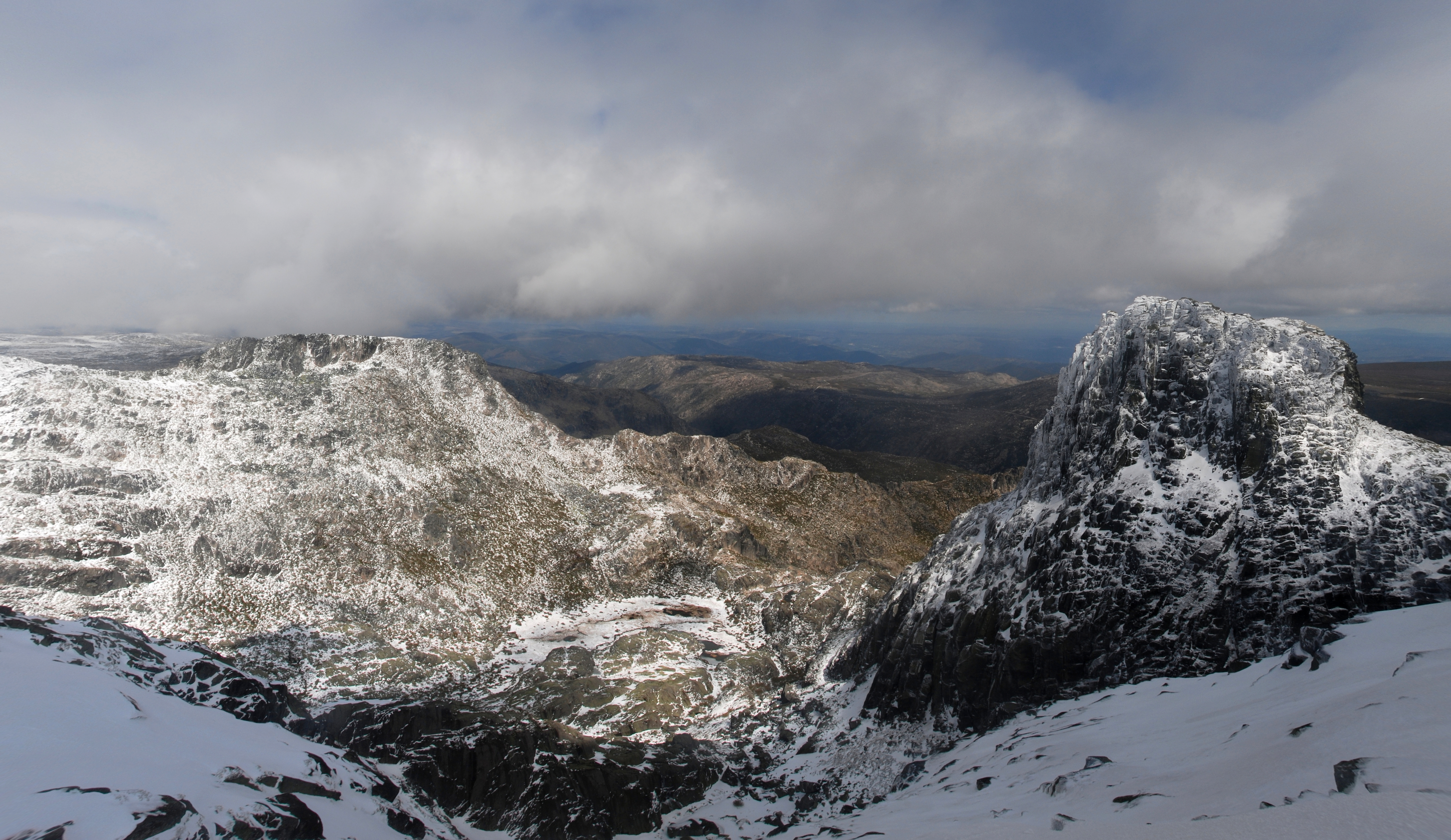
埃什特雷拉山自然公園一景

埃什特雷拉山自然公園（葡萄牙語：Parque Natural da Serra da Estrela），位於葡萄牙最高埃什特雷拉山脈的自然保育公園，佔地1,000 km²，是葡萄牙面積最大的自然公園。

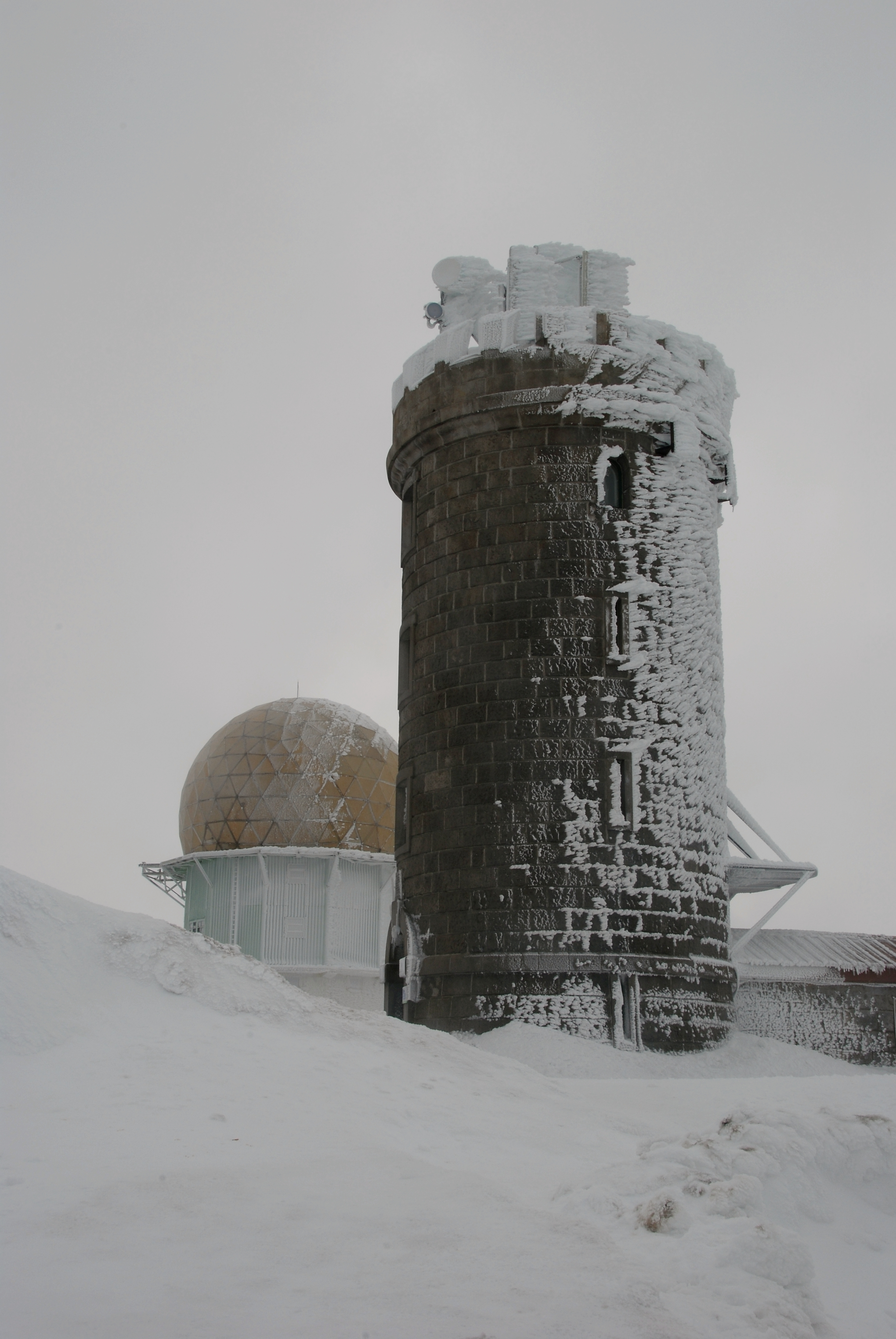
公園的最高點

40°19′19″N 7°36′46″W / 40.32194°N 7.61278°W